# Прибылов (посёлок)
Прибылов — посёлок в Ульяновском районе Ульяновской области. Входит в состав Большеключищенского сельского поселения.

## География
Находится на расстоянии примерно 25 километров по прямой на юг-юго-запад от центра города Ульяновск.

## Население
Население составляло 230 человек в 2002 году (русские 44%, чуваши 44%), 219 по переписи 2010 года.